# Осока зелёненькая
Осо́ка зелёненькая (лат. Carex viridula) — многолетнее травянистое растение, вид рода Осока (Carex) семейства Осоковые (Cyperaceae).

## Ботаническое описание

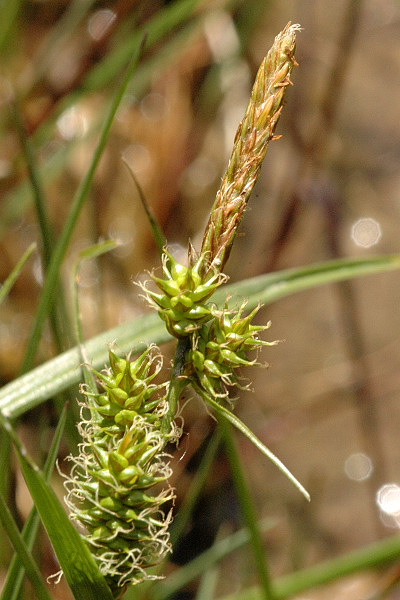
Соцветие

Светло- или серовато-зелёное растение с густо-дернистым корневищем.
Стебли тупо-трёхгранные, гладкие, (5)10—60 см высотой.
Листовые пластинки жестковатые, плоские, реже желобчатые, (1,5)2—4 мм шириной, тонко заострённые, шероховатые или почти гладкие, равные стеблю или короче его.
Верхние колоски скученные. Верхний колосок тычиночный, цилиндрически-булавовидный, линейно-булавовидный или линейно-ланцетный, (0,8)1,2—(1,5)2,5 см длиной, может быть на ножке до 1,5 см длиной, с обратнояйцевидными или ланцетными, ржавыми или светло-ржавыми, тупыми или островатыми чешуями. Пестичные колоски в числе 2—5(6), округлые, яйцевидные, продолговато-яйцевидные или коротко-цилиндрические, (0,5)0,6—1,2(1,8) см длиной, 5—7 мм в диаметре, многоцветковые, густые, нижние иногда ветвистые, иногда нижний значительно отставленный, на ножке 1—2(4) см длиной. Чешуи пестичных колосков широкояйцевидные, продолговато-яйцевидные или яйцевидные, с одной жилкой, туповатые или острые, светло-ржавые или ржавые с жёлто-зелёной или зелёной серединой, короче мешочков. Мешочки (2)3—2,5(4,3) мм длиной, (1)1,2—1,5 мм шириной, широко-обратнояйцевидные, в поперечном сечении округло-трёхгранные, вздутые (плод не полностью заполняет мешочек), желтоватые или зелёные, позже жёлтые или ярко-золотисто-жёлтые, зрелые косо отклонённые от оси колоска, с (2)3—5 жилками, почти сидячие, резко суженные в короткий, 0,5—0,8(1) мм длиной, прямой, гладкий, двузубчатый носик, равный от одной четверти до половины длины мешочка. Рылец 3. Нижний кроющий лист с влагалищем 0,5—0,8 см длиной, с пластинкой, во много раз превышающей соцветие.
Плодоносит в мае—июле.
Число хромосом 2n=60, 66, 68, 69, 70, 72.
Вид описан из Канады.

## Распространение
Северная, Атлантическая, Центральная и Южная (редко) Европа; Прибалтика; Арктическая часть России: Кольский полуостров (очень редко); Европейская часть России: Ленинградская область, Кольский полуостров, Карелия, бассейн среднего течения Пинеги, бассейн Кулоя и Мезени, Щугора и Ильча, север Псковской области, северо-восток Башкортостана, северная часть верхнего бассейна Волги, Ладожско-Ильмский район, верховья Днепра, Тульская область, север Воронежской области; Беларусь: западная часть верховий Днепра; Украина: Карпаты, средняя часть бассейна Днепра; Западная Сибирь: Северный Урал (Денежкин Камень), Кемеровская область, окрестности Екатеринбурга, север Челябинской области, Алтай; Восточная Сибирь: Ангаро-Саянский район, запад Даурии; Средняя Азия: Прибалхашье, юг бассейна Сыр-Дарьи, Северный и Западный Тянь-Шань, Памиро-Алай (кроме Западного и Восточного Памира); Западная Азия: Афганистан; Центральная Азия: Восточный Тянь-Шань; Восточная Азия: Северо-Западный Китай; Южная Азия: Западные Гималаи; Дальний Восток: юг Камчатки, Сахалин, Курилы; Северная Америка: восток; Северная Африка: Марокко.
Растёт на сырых и болотистых лугах, травяно-осоковых и моховых болотах, песчаных берегах водоёмов, на приморских засоленных низкотравных лугах, в сырых и болотистых лесах; на равнине, в предгорьях, в нижнем, среднем, реже верхнем поясах гор, часто на карбонатной почве.

## Систематика
В пределах вида выделяются следующие подвиды и разновидности:
- Carex viridula var. bergrothii (Palmgr.) B.Schmid — Осока Бергрота; север Европейской части России, Эстония, Швеция и Финляндия
- Carex viridula subsp. brachyrhyncha (Celak.) B.Schmid — Осока чешуеплодная; Европа, Северная Америка, Северная Африка
- Carex viridula var. jemtlandica (Palmgr.) Blackst. & P.A.Ashton — Осока емтландская; юго-восток Карелии, Эстония (остров Сааремаа), Фенноскандия
- Carex viridula subsp. oedocarpa (Andersson) B.Schmid — западные районы Западной Европы
- Carex viridula var. saxilittoralis (A.Robertson) Crins — Восточная Канада
- Carex viridula var. scotica (E.W.Davies) B.Schmid — Шотландия
- Carex viridula subsp. viridula — Осока поздняя, или Осока скандинавская, или Осока красивенькая, или Осока ключелюбивая; Евразия, Северная Америка, Северная Африка

Российскими ботаниками подвид Carex viridula subsp. viridula делится на два самостоятельных вида Carex serotina Merat и Carex scandinavica E.W.Davies. Различие между ними состоит в том, что мешочки у Carex serotina Merat вздутые и плод занимает не весь мешочек, а у Carex scandinavica E.W.Davies невздутые, полностью заполненные плодом. Подвид Carex viridula var. bergrothii (Palmgr.) B.Schmid выделяется в отдельный вид Carex bergrothii Palmgr., отличающийся от Carex serotina Merat сильно вздутыми и более крупными мешочками ((3)3,5—4(4,7) мм длиной, 1,5—1,8 мм шириной, а не (2)2,5—3,5 мм длиной, (1)1,2—1,5 мм шириной) и значительно меньшим их количеством в колосках. Подвид Carex viridula subsp. brachyrhyncha (Celak.) B.Schmid рассматривается, как отдельный вид Carex lepidocarpa Tausch, а подвид Carex viridula var. jemtlandica (Palmgr.) Blackst. & P.A.Ashton, как самостоятельный вид Carex jemtlandica, очень близкий к Carex lepidocarpa Tausch и отличающийся от последнего соотношением длины листьев и стебля, длиной ножки тычиночного колоска (у Carex lepidocarpa Tausch 0,5—3(4) см длиной,а у Carex jemtlandica, 0,5—1 см длиной), а также тем, что у  Carex lepidocarpa Tausch тычиночных колосков может 2—3, а у  Carex jemtlandica всегда один.